# يوهان كريستيان ألبيرز
يوهان كريستيان ألبيرز (بالألمانية: Johann Christoph Albers)‏ هو عالم نبات وطبيب ألماني، ولد في 13 مارس 1795 في بريمن في ألمانيا، وتوفي في 27 سبتمبر 1857 في شتوتغارت في ألمانيا.